# Oribatella madagascarensis
Oribatella madagascarensis är en kvalsterart som beskrevs av Sandór Mahunka 1997. Oribatella madagascarensis ingår i släktet Oribatella och familjen Oribatellidae. Inga underarter finns listade i Catalogue of Life.